# Coupe du monde de ski acrobatique 1986-1987
Navigation
Édition précédente Édition suivante
La Coupe du monde de ski acrobatique 1986-1987 est la huitième édition de la Coupe du monde de ski acrobatique organisée par la Fédération internationale de ski. Elle inclut quatre épreuves : les bosses, le saut acrobatique, le ballet et le combiné, une combinaison des trois autres.
 
La suisse Conny Kissling et le français Éric Laboureix conservent leurs titres (le cinquième consécutif pour Kissling, le second pour Laboureix). 

## Déroulement de la compétition
La saison est composée de huit étapes, quatre en Amérique du Nord et quatre en Europe, et se déroule du 8 décembre 1986 au 27 mars 1987. Pour chacune d'entre elles, pour les femmes comme pour les hommes, il y a trois épreuves et quatre podiums : le saut acrobatique, le ski de bosses, le ballet (ou acroski) et le combiné qui est la combinaison des résultats des trois autres. Certaines stations n'accueillent pas l'ensemble des épreuves qui sont alors délocalisées ou reportées sur d'autres, comme les épreuves de ballet de Lake Placid qui ont lien à Breckenridge  alors que les épreuves de saut acrobatiques de Breckenridge ont elles lieu à Lake Placid. Il y a également une station européenne, Mariazell, qui n'accueille pas d'étape complète, mais juste deux types d'épreuve : le ski de bosses et le saut acrobatique.
De plus la saison est entrecoupée par les troisième championnats internationaux de la jeunesse de ski acrobatique du 6 au 10 mars à Suomu en Finlande,.
Quadruple tenante du titre, la suisse Conny Kissling conserve une nouvelle fois son titre alors que le français Éric Laboureix remporte son second consécutif.
| \| Mont Gabriel Lake Placid Breckenridge Calgary \| Sites des compétitions de ski acrobatique en Amérique du Nord |
| Mont Gabriel Lake Placid Breckenridge Calgary                                                                     |

| Mont Gabriel Lake Placid Breckenridge Calgary |

| \| Tignes Mariazell Oberjoch La Clusaz \| Sites des compétitions de ski acrobatique dans les Alpes |
| Tignes Mariazell Oberjoch La Clusaz                                                                |

| Tignes Mariazell Oberjoch La Clusaz |

| \| Voss \| Sites des compétitions de ski acrobatique en Scandinavie |
| Voss                                                                |

| Voss |

| \| Mont Gabriel Lake Placid Breckenridge Calgary \| Sites des compétitions de ski acrobatique en Amérique du Nord |
| Mont Gabriel Lake Placid Breckenridge Calgary                                                                     |

| Mont Gabriel Lake Placid Breckenridge Calgary |

| \| Tignes Mariazell Oberjoch La Clusaz \| Sites des compétitions de ski acrobatique dans les Alpes |
| Tignes Mariazell Oberjoch La Clusaz                                                                |

| Tignes Mariazell Oberjoch La Clusaz |

| \| Voss \| Sites des compétitions de ski acrobatique en Scandinavie |
| Voss                                                                |

| Voss |

## Classements

### Général
| Rang | Nom            | Points |
| ---- | -------------- | ------ |
| 1    | Éric Laboureix | 64.00  |
| 2    | John Witt      | 53.00  |
| 3    | Chris Simboli  | 51.00  |
| 4    | Alain LaRoche  | 47.00  |
| 5    | Chuck Martin   | 41.00  |

| Rang | Nom                  | Points |
| ---- | -------------------- | ------ |
| 1    | Conny Kissling       | 33.00  |
| 2    | Anna Fraser          | 20.00  |
| 3    | Melanie Palenik (it) | 19.00  |
| 4    | Christine Rossi      | 12.00  |
| 5    | Jan Bucher           | 12.00  |

### Saut acrobatique
| Rang | Nom                 | Points |
| ---- | ------------------- | ------ |
| 1    | Jean-Marc Rozon     | 149.00 |
| 2    | Lloyd Langlois      | 147.00 |
| 3    | Didier Méda         | 138.00 |
| 4    | Kris Feddersen (pl) | 133.00 |
| 5    | Jean-Marc Bacquin   | 128.00 |

| Rang | Nom               | Points |
| ---- | ----------------- | ------ |
| 1    | Sonja Reichart    | 67.00  |
| 2    | Carin Hernskog    | 63.00  |
| 3    | Catherine Lombard | 63.00  |
| 4    | Susanna Antonsson | 58.00  |
| 5    | Maria Quintana    | 56.00  |

### Ballet
| Rang | Nom                     | Points |
| ---- | ----------------------- | ------ |
| 1    | Hermann Reitberger (de) | 150.00 |
| 2    | Lane Spina (en)         | 146.00 |
| 3    | Dave Walker             | 135.00 |
| 4    | Richard Pierce          | 130.00 |
| 5    | Peter Mahlknecht        | 121.00 |

| Rang | Nom             | Points |
| ---- | --------------- | ------ |
| 1    | Christine Rossi | 70.00  |
| 2    | Jan Bucher      | 70.00  |
| 3    | Conny Kissling  | 63.00  |
| 4    | Lucie Barma     | 52.00  |
| 5    | Ellen Breen     | 46.00  |

### Bosses
| Rang | Nom                | Points |
| ---- | ------------------ | ------ |
| 1    | Martti Kellokumpu  | 166.00 |
| 2    | Éric Berthon       | 164.00 |
| 3    | Cooper Schell      | 153.00 |
| 4    | Steve Desovich     | 151.00 |
| 5    | Hans Engelsen Eide | 147.00 |

| Rang | Nom                  | Points |
| ---- | -------------------- | ------ |
| 1    | Raphaëlle Monod      | 77.00  |
| 2    | Stine Lise Hattestad | 72.00  |
| 3    | Conny Kissling       | 69.00  |
| 4    | Tatjana Mittermayer  | 67.00  |
| 5    | LeeLee Morrison      | 66.00  |

### Combiné
| Rang | Nom            | Points |
| ---- | -------------- | ------ |
| 1    | Éric Laboureix | 89.00  |
| 2    | John Witt      | 86.00  |
| 3    | Alain LaRoche  | 79.00  |
| 4    | Chris Simboli  | 76.00  |
| 5    | Chuck Martin   | 74.00  |

| Rang | Nom              | Points |
| ---- | ---------------- | ------ |
| 1    | Conny Kissling   | 48.00  |
| 2    | Anna Fraser      | 40.00  |
| 3    | Melanie Palenik  | 39.00  |
| 4    | Jilly Curry      | 31.00  |
| 5    | Meredith Gardner | 13.00  |

## Calendrier et podiums

### Hommes
| Date                                                          | Lieu         | Épreuve  | Vainqueur               | Second              | Troisième               |
| ------------------------------------------------------------- | ------------ | -------- | ----------------------- | ------------------- | ----------------------- |
| 9 décembre 1986                                               | Tignes       | Bosses   | Martii Kellokumpu       | Éric Berthon        | Philippe Deiber         |
| 11 décembre 1986                                              | Tignes       | Saut     | Didier Méda             | Lloyd Langlois      | Sonny Schönbächler      |
| 12 décembre 1986                                              | Tignes       | Ballet,  | Lane Spina (en)         | Richard Pierce      | Hermann Reitberger (de) |
| 12 décembre 1986                                              | Tignes       | Combiné  | Éric Laboureix          | John Witt           | Chris Simboli           |
| 9 janvier 1987                                                | Mont Gabriel | Ballet,  | Hermann Reitberger (de) | Richard Pierce      | Dave Walker             |
| 10 janvier 1987                                               | Mont Gabriel | Bosses   | Philippe Deiber         | Martti Kellokumpu   | Hans Engelsen Eide      |
| 11 janvier 1987                                               | Mont Gabriel | Saut     | Lloyd Langlois          | Didier Méda         | Jean-Marc Bacquin       |
| 11 janvier 1987                                               | Mont Gabriel | Combiné  | John Witt               | Éric Laboureix      | Chuck Martin            |
| 16 janvier 1987                                               | Lake Placid  | Bosses   | Martti Kellokumpu       | Steve Desovich      | Éric Berthon            |
| 17 janvier 1987                                               | Lake Placid  | Saut     | Jean-Marc Rozon         | Lloyd Langlois      | Didier Méda             |
| 21 janvier 1987                                               | Breckenridge | Ballet,  | Hermann Reitberger (de) | Lane Spina (en)     | Peter Mahlknecht        |
| 22 janvier 1987                                               | Breckenridge | Ballet,  | Lane Spina (en)         | Peter Mahlknecht    | Chris Simboli           |
| 22 janvier 1987                                               | Breckenridge | Combiné, | Éric Laboureix          | Chris Simboli       | John Witt               |
| 23 janvier 1987                                               | Breckenridge | Bosses   | Philippe Deiber         | Hans Engelsen Eide  | Éric Berthon            |
| 24 janvier 1987                                               | Breckenridge | Saut     | Lloyd Langlois          | Jean-Marc Rozon     | Didier Méda             |
| 24 janvier 1987                                               | Breckenridge | Combiné  | Éric Laboureix          | Alain LaRoche       | Chris Simboli           |
| 30 janvier 1987                                               | Calgary      | Bosses   | Steve Desovich          | Éric Berthon        | Nelson Carmichael       |
| 31 janvier 1987                                               | Calgary      | Ballet,  | Hermann Reitberger (de) | Chris Simboli       | Rune Kristiansen        |
| 1er février 1987                                              | Calgary      | Saut     | Jean-Marc Rozon         | Kris Feddersen (pl) | Andre Ouimet            |
| 1er février 1987                                              | Calgary      | Combiné  | Alain LaRoche           | John Witt           | Chuck Martin            |
| 21 février 1987                                               | Mariazell    | Bosses   | Steve Desovich          | Éric Berthon        | Éric Laboureix          |
| 22 février 1987                                               | Mariazell    | Saut     | Jean-Marc Rozon         | Lloyd Langlois      | Sonny Schönbächler      |
| 27 février 1987                                               | Voss         | Ballet,  | Hermann Reitberger (de) | Lane Spina (en)     | Dave Walker             |
| 28 février 1987                                               | Voss         | Bosses   | Hans Engelsen Eide      | Martti Kellokumpu   | Éric Berthon            |
| 1er mars 1987                                                 | Voss         | Saut     | Lloyd Langlois          | Jean-Marc Rozon     | Kris Feddersen (pl)     |
| 1er mars 1987                                                 | Voss         | Combiné  | John Witt               | Éric Laboureix      | Alain LaRoche           |
| Championnats internationaux de la jeunesse (6 au 8 mars 1987) |              |          |                         |                     |                         |
| 6 mars 1987                                                   | Oberjoch     | Ballet,  | Hermann Reitberger (de) | Lane Spina (en)     | Dave Walker             |
| 7 mars 1987                                                   | Oberjoch     | Bosses   | Steve Desovich          | Cooper Schell       | Éric Berthon            |
| 8 mars 1987                                                   | Oberjoch     | Saut     | Jean-Marc Rozon         | Lloyd Langlois      | Kris Feddersen (pl)     |
| 8 mars 1987                                                   | Oberjoch     | Combiné  | Éric Laboureix          | John Witt           | Chris Simboli           |
| 23 mars 1987                                                  | La Clusaz    | Bosses   | Martti Kellokumpu       | Edgar Grospiron     | Éric Berthon            |
| 25 mars 1987                                                  | La Clusaz    | Ballet,  | Hermann Reitberger (de) | Lane Spina (en)     | Peter Mahlknecht        |
| 27 mars 1987                                                  | La Clusaz    | Saut     | Jean-Marc Rozon         | Lloyd Langlois      | Alain LaRoche           |
| 27 mars 1987                                                  | La Clusaz    | Combiné  | Éric Laboureix          | John Witt           | Alain LaRoche           |

### Femmes
| Date                                                          | Lieu         | Épreuve  | Vainqueur             | Second                | Troisième            |
| ------------------------------------------------------------- | ------------ | -------- | --------------------- | --------------------- | -------------------- |
| 8 décembre 1986                                               | Tignes       | Bosses   | Raphaëlle Monod       | Silvia Marciandi (it) | Stine Lise Hattestad |
| 9 décembre 1986                                               | Tignes       | Bosses   | Silvia Marciandi (it) | Raphaëlle Monod       | Hayley Wolff         |
| 11 décembre 1986                                              | Tignes       | Saut     | Carin Hernskog (it)   | Catherine Lombard     | Sonja Reichart (de)  |
| 12 décembre 1986                                              | Tignes       | Ballet   | Christine Rossi       | Conny Kissling        | Ellen Breen          |
| 12 décembre 1986                                              | Tignes       | Combiné  | Conny Kissling        | Meredith Gardner      | Anna Fraser (en)     |
| 9 janvier 1987                                                | Mont Gabriel | Ballet   | Jan Bucher            | Christine Rossi       | Conny Kissling       |
| 10 janvier 1987                                               | Mont Gabriel | Bosses   | Hayley Wolff          | Raphaëlle Monod       | Stine Lise Hattestad |
| 11 janvier 1987                                               | Mont Gabriel | Saut     | Carin Hernskog (it)   | Catherine Lombard     | Sonja Reichart (de)  |
| 11 janvier 1987                                               | Mont Gabriel | Combiné  | Conny Kissling        | Melanie Palenik (en)  | Meredith Gardner     |
| 17 janvier 1987                                               | Lake Placid  | Saut     | Catherine Lombard     | Sonja Reichart (de)   | Carin Hernskog (it)  |
| 21 janvier 1987                                               | Breckenridge | Ballet   | Christine Rossi       | Jan Bucher            | Conny Kissling       |
| 22 janvier 1987                                               | Breckenridge | Ballet,  | Jan Bucher            | Conny Kissling        | Lucie Barma          |
| 22 janvier 1987                                               | Breckenridge | Combiné, | Conny Kissling        | Anna Fraser (en)      | Melanie Palenik (en) |
| 23 janvier 1987                                               | Breckenridge | Bosses   | LeeLee Morrison (pl)  | Tatjana Mittermayer   | Raphaëlle Monod      |
| 24 janvier 1987                                               | Breckenridge | Saut     | Sonja Reichart (de)   | Anna Fraser (en)      | Maria Quintana (en)  |
| 24 janvier 1987                                               | Breckenridge | Combiné  | Conny Kissling        | Anna Fraser (en)      | Melanie Palenik (en) |
| 30 janvier 1987                                               | Calgary      | Bosses   | Raphaëlle Monod       | Conny Kissling        | Stine Lise Hattestad |
| 31 janvier 1987                                               | Calgary      | Ballet   | Jan Bucher            | Christine Rossi       | Conny Kissling       |
| 1er février 1987                                              | Calgary      | Saut     | Anna Fraser (en)      | Andrea Amann          | Catherine Lombard    |
| 1er février 1987                                              | Calgary      | Combiné  | Conny Kissling        | Anna Fraser (en)      | Melanie Palenik (en) |
| 21 février 1987                                               | Mariazell    | Bosses   | Conny Kissling        | Tatjana Mittermayer   | Stine Lise Hattestad |
| 22 février 1987                                               | Mariazell    | Saut     | Maria Quintana (en)   | Susanna Antonsson     | Catherine Lombard    |
| 27 février 1987                                               | Voss         | Ballet   | Christine Rossi       | Conny Kissling        | Jan Bucher           |
| 28 février 1987                                               | Voss         | Bosses   | Conny Kissling        | Lise Benberg          | Stine Lise Hattestad |
| 1er mars 1987                                                 | Voss         | Saut     | Carin Hernskog (it)   | Maria Quintana (en)   | Melanie Palenik (en) |
| 1er mars 1987                                                 | Voss         | Combiné  | Conny Kissling        | Melanie Palenik (en)  | Jilly Curry (en)     |
| Championnats internationaux de la jeunesse (6 au 8 mars 1987) |              |          |                       |                       |                      |
| 6 mars 1987                                                   | Oberjoch     | Ballet   | Jan Bucher            | Christine Rossi       | Conny Kissling       |
| 7 mars 1987                                                   | Oberjoch     | Bosses   | Tatjana Mittermayer   | Stine Lise Hattestad  | Lise Benberg         |
| 8 mars 1987                                                   | Oberjoch     | Saut     | Sonja Reichart (de)   | Melanie Palenik (en)  | Susanna Antonsson    |
| 8 mars 1987                                                   | Oberjoch     | Combiné  | Conny Kissling        | Anna Fraser (en)      | Melanie Palenik (en) |
| 23 mars 1987                                                  | La Clusaz    | Bosses   | Raphaëlle Monod       | Stine Lise Hattestad  | Hayley Wolff         |
| 25 mars 1987                                                  | La Clusaz    | Ballet   | Christine Rossi       | Jan Bucher            | Conny Kissling       |
| 27 mars 1987                                                  | La Clusaz    | Saut     | Sonja Reichart (de)   | Hiroko Fujii          | Susanna Antonsson    |
| 27 mars 1987                                                  | La Clusaz    | Combiné  | Conny Kissling        | Melanie Palenik (en)  | Anna Fraser (en)     |